# 빌리 휴스 (음악가)
빌리 휴스(영어: Billie Hughes, 1948년 4월 4일 ~ 1998년 7월 3일)는 에미상(Emmy Awards) 후보에 오른 미국의 작곡가, 음악가, 음악 프로듀서이다. 그는 뉴욕(New York)에서 자랐고, ‘필립 베일리’(Philip Bailey), ‘필 콜린스’(Phil Collins), ‘잭슨스’(The Jacksons or 잭슨 파이브), ‘시스터스 오브 머시’(The Sisters Of Mercy), ‘벳 미들러’(Bette Midler), ‘어스 윈드 앤드 파이어’(Earth Wind & Fire), ‘라자러스’(Lazarus) 등 음악가들과의 작업으로 잘 알려져 있다.
휴스의 노래 "Welcome To The Edge"이자 일본어 제목으로 "Todokanu Omoi"와 どかぬ想い (One-Sided Love)"인 이 곡은 일본 텔레비전 드라마 I'll Never Love Anyone Anymore (もう誰も爱ぬ)의 주제가였다. 1991년, 이 곡은 50만 장 이상 팔리며 일본에서 가장 많이 팔린 국제 싱글 곡이 되었다. 휴스는 1992년 NHK 그랑프리 재팬 골드 디스크 어워드에서 올해의 국제 싱글 곡으로 일본 골드 디스크 대상을 수상했다.
빌리 휴스의 노래 "Welcome to the Edge"가 쓰인 드라마 I'll Never Love Anyone Anymore (もう誰も爱ぬ)는 2019년 10월 8일 도쿄 지역의 TVK(TV 가나가와)에서 재방송을 시작했다.

## 초기 삶 및 학력

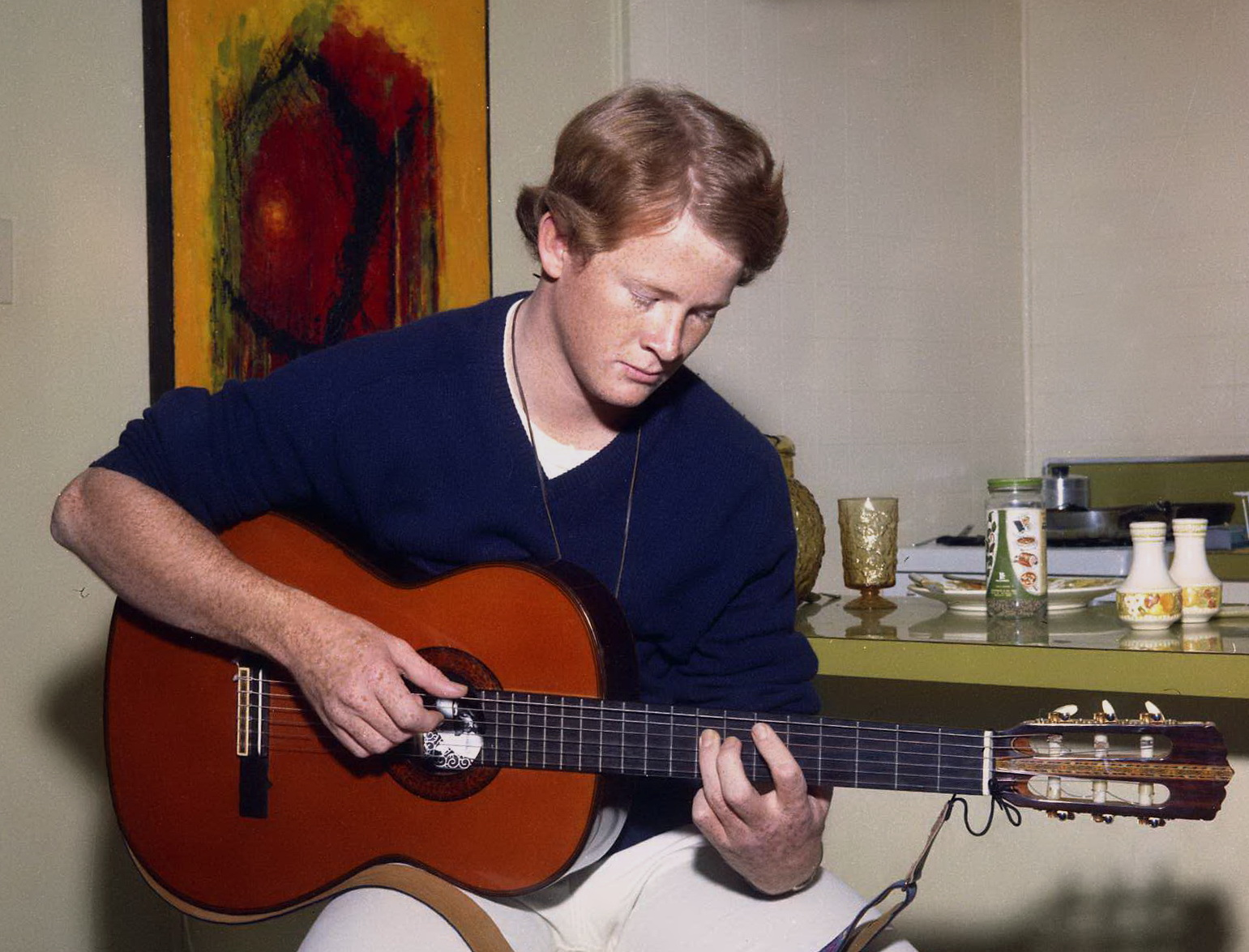
Billie Hughes on Abilene Christian College campus 1968

빌리 휴스는 1948년 4월 4일 텍사스주의 그레이엄에서 베티(née Capps)와 그리스도 교회의 순회 목사, 수학 교사, 일반 계약자인 빌리 웨인 휴스(1924년 8월 5일 - 2011년 11월 14일)의 아들로 태어났다. 그에게는 짐(1945년 4월 10일 - 2019년 5월 3일)이라는 형이 있었다. 휴스는 도시에서 도시로 이동하는 종교적인 가정에서 자랐다. 그의 아버지인 빌리 웨인은 사우스다코타주의 수폴스, 콜로라도주의 덴버, 텍사스주의 마블폴스에 있는 그리스도교회의 목사, 장로, 교육 책임자였다. 빌리 웨인 휴스는 "Studying Angles"를 썼고 애빌린 기독교 대학에서 천사에 관한 세 가지 수업을 가르쳤다.
휴스는 텍사스 애빌린에 있는 애빌린 크리스천 대학에 다녔다. 휴스는 보스턴 대학교에 바이올리니스트로 장학금을 제안 받았지만 거절했다. 그는 애빌린 크리스천 컬리지 오케스트라의 첫 번째 바이올리니스트이자 애빌린 크리스천 컬리지 아카펠라 합창단의 멤버였다. 1967년 9월, 그는 2년 전에 결성된 캠퍼스 내 그룹인 ACCents의 일원이 되었다. 새로운 라인업에 있는 네 명의 가수 모두 악기를 연주했다. ACCents는 시민 클럽, 주에서 열린 Purple and White 동문 파티를 포함한 행사, ACC 예배당, 그리고 댈러스, 잭슨 (미시시피주), 메이컨 (조지아주), 플로리다의 잭슨빌, 게인즈빌 (플로리다주), 탬파, 하이얼리아에 있는 그리스도 교회가 후원하는 청소년 친목회를 순회했다. 휴스는 "대부분의 우리의 일은 영입이다"라고 말했다. 그는 레퍼토리를 현대화하는 것과 관련해, "10년, 20년 전의 음악이 아닌 오늘날 무대에 어울리는 음악이다"라고 언급했다.
그는 1968년 12월 8일부터 14일까지 오클라호마, 캔자스, 텍사스의 ACC 오케스트라 투어와 애빌린 필하모닉 오케스트라의 동창회 뮤지컬 "오클라호마!"의 반주에서 바이올린을 연주했다.
휴스는 Blue Sky Investment라는 또 다른 인기 있는 캠퍼스 노래 그룹을 공동 설립했다. 그 그룹은 휴스, 편곡자, 테너 보컬리스트, 클래식 기타리스트, 마이크 헤인즈와 케이 로스의 보컬, 베이스의 칼 키시, 드럼의 마샬 로크로 구성되었다. Blue Sky Investment는 오클라호마 대학교, 애빌린 크리스천 컬리지, 그리고 개인 행사에서 공연을 개최했다. 휴스는 1968년 4월 4일에 열린 ACC 인재들의 공연 시리즈 오프닝을 위해 비틀즈 레퍼토리의 곡들을 새롭게 편곡한 작품을 작곡했다.
ACC에 재학 중이던 휴스는 칼 키시, 개리 다이와 함께 자신의 밴드 'Shiloh(실로)'를 결성했다. 이들은 지역 공연장에서 열린 피터, 폴 앤 메리의 콘서트 이후 피터 야로우를 만나, 자신들의 데모 테이프를 들려주었다. 그 결과, 피터 야우로와 필 라몬에게 발탁되어 Bearsville Recoreds (베어스빌 레코드)와 계약하게 되었다. 이후, 휴스는 대학을 자퇴하고, 밴드 활동에 전념하기 위해 피터 야로우의 뉴욕주의 우드스탁 별장으로 이사했다. 그들의 밴드는 이후 Lazarus(라자러스)로 이름을 변경하였다.

## 경력

### 라자러스(Lazarus)
휴스는 라자러스 그룹의 리더로 녹음 경력을 시작했다. Peter, Paul & Mary의 Peter Yarrow와 함께 라자러스는 Albert Grossman의 지휘 하에 새로 결성된 Bearsville Records 레이블과 계약하면서 뉴욕 우드스탁으로 이사했습니다.
밴드는 그들의 사운드를 완성하는 데 2년 반을 보냈다. 노엘 폴 스투키(Noel Paul Stookey)는 뉴욕 주의 라이(Rye)에 위치한 자신의 스튜디오에서 밴드를 녹음했고, 그 중 “Meanings Will Change”를 자신의 솔로 앨범 Paul and에 수록했으며, 이 곡을 여러 라이브 무대에서 공연했다.피터 야로우와 필 라몬(Phil Ramone)은 라자러스의 데뷔 앨범 중 4곡을 프로듀싱했다. 스투키가 녹음한 버전은 2006년 Billie Hughes – Awaiting Lazarus라는 이름으로 디지털 발매되었다. 라자러스는 1971년 동명의 데뷔 앨범 Lazarus를 발표했고, 이어 1973년 A Fool’s Paradise를 발매했다.
피터 야로우와 필 라몬이 프로듀싱한 두 장의 라자러스 앨범은 Bearsville 레이블을 통해 녹음 및 발매되었다. 이후 4년간 라자러스는 미국과 캐나다 전역에서 활발하게 공연을 펼쳤다. 이들은 사우스다코타주의 버밀리언(Vermillion)에 있는 사우스다코타 대학교 콘서트에서 토드 룬드그렌(Todd Rundgren)의 오프닝 무대를 맡기도 했다. 버밀리언은 룬드그렌이 자신의 라이브 앨범 Back to the Bars에서 언급한 장소로, 대중문화에서 알려진 도시이다.
1974년에는 The Lettermen이 라자러스의 첫 앨범에 수록된 휴스 작곡의 “Eastward”를 커버해 발표했다.이 곡은 싱글로 발매되어 미국 빌보드 성인 컨템포러리 차트 16위를 기록했고, 이들의 앨범 Now and Forever에도 수록되었다. 1976년, 라자러스의 리드보컬로 활동한 휴스는 Lifesavers 광고로 ‘올해의 베스트 광고상’인 Clio Award를 수상했다. 이 광고는 전국적으로 9년간 방영될 만큼 인기를 끌었다.

### 솔로 경력
1970년대 후반, 휴스는  캐나다 온타리오 주의 런던에 거주하며 활동했다. 그는 Smale's Pace라는, 캐나다 포크 음악계에서 잘 알려진 커피하우스를 포함해, Groaning Board, Riverboat Coffee House, 그리고 캐나다 전역의 포크 페스티벌에서 정기적으로 공연했다. 이 시기 동안 그는 가끔 David Bradstreet와 라자러스의 베이시스트 Carl Keesee와 함께 공연했고, 때로는 Randy Kumano, Allan Soberman, Wayne Smith가 함께한 풀 밴드 형태의 라자러스의 공연도 있었다.
캐나다 방송국(CBC)의 방송 녹음을 처음으로 프로듀싱한 독립 프로듀서인 John Capek이 CBC 스튜디오에서 휴스를 프로듀싱했다.
1978년 1월, 캐나다의 CBC레코드는 밴드 라자러스의 전 멤버 휴스와 장기 음반 계약을 체결했다고 발표했다. 휴스는 CBS 캐나다 지사에서 계약한 아티스트 중 최초로 미국 발매 보장과 전폭적인 투어 지원을 약속받은 아티스트가 되었다. 계약 체결을 기념하는 리셉션은 토론토의 프린스 호텔에서 열렸다. 이 자리에서 휴스는 캐나다에 거주지를 마련하고 시민권을 신청할 계획을 밝혔으며, 이후 몇 달 안에 로스앤젤레스에서 녹음을 진행할 계획도 전했다.
1982년, 휴스는 “Horton, Bates & Best”라는 이름으로 “Last Catch”라는 앨범을 발매했다. 사실상 이 앨범은 그의 솔로 앨범이며, 2006년에는 A Tribute to Canadian Songwriters라는 제목으로 디지털로 재발매 되었다. 이 앨범에는 Bruce Cockburn, David Wiffen, Brent Titcomb, David Bradstreet, Colleen Peterson, David Essig 등 캐나다 출신의 송라이터들이 만든 곡 9곡의 커버 버전이 수록되었으며, 캐나다 언론으로부터 좋은 평가를 받았다.

### 앤 머레이(Anne Murray)와의 작업
토론토에서 휴스는 앤 머레이를 만나 1978년 그녀의 Let's Keep It That Way 앨범의 타이틀 트랙에서 배경 보컬을 녹음했다. 1980년대 중반, 그는 머레이와 함께 "Nobody Loves Me Like You Do"와 "Now And Forever"의 듀엣 파트를 불렀다. 휴스는 1986년 아메리칸 뮤직 어워드에서 앤 머레이와 함께 "Now And Forever"를 공연했다.

### 드림 마스터
휴스의 드림 마스터 앨범은 헨리 레위(Henry Lewy)가 제작했으며 로스앤젤레스의 A&M 레코드 스튜디오에서 녹음되었다. 호세 펠리시아노(Jose Feliciano)는 "Only Your Heart Can Say" 트랙에서 기타와 배경 보컬의 게스트 아티스트로 출연했다. 드림 마스터는 1979년에 발매되었고 휴스가 오사카에서 공연할 때인 1982년, 일본 오사카에서 재발매되었다.

### 록샌 시먼(Roxanne Seeman)과의 작업
1982년, 휴스는 록샌 시먼을 만나 함께 작곡 작업을 시작했다. 그해 말, 휴스는 일본 오사카의 한 클럽에서 솔로 아티스트로 공연 제안을 받고 출국했으며, 그곳에서 카미후센(Kamifusen)의 지로 고토(Jiroh Gotoh)를 만나 캘리포니아의 산타모니카에서 카미후센 앨범을 녹음할 계획을 세우게 된다. 1983년, 휴스는 로스앤젤레스로 돌아와 여름 동안 앨범 Here With Me를 제작했다. 이 앨범에는 지로 고토와 휴스의 오리지널 곡, 피터 야로우의 “Cherry Blossoms”, 그리고 카민 코폴라(Carmine Coppola), 이탈리아 페니노(Italia Pennino), 록산 시먼이 만든 “The Outside In”의 일본어 버전이 포함되어 있다. 같은 해, 휴스는 영화 아웃사이더 (이탈리아어 제목: I ragazzi della 56ª strada)의 사운드트랙 앨범에서 “Stay Gold”와 “The Outside In”의 리드보컬을 맡아 참여했고, 이 앨범은 이탈리아 Ricordi 레이블을 통해 발매되었다. 휴스는 지로 고토 및 카미후센과 협업하여 Here With Me 앨범을 1984년 일본에서 발매했으며, 1986년에는 캐나다 토론토에서 앤 머레이 밴드 멤버들과 함께 작업한 Echo of Love 앨범을 발표했다. 1991년에는 휴스와 시먼의 곡들이 수록된 Angel on the Roof 앨범을 발매했다. 휴스와 시먼은 일본으로 돌아가 후지퍼시픽 뮤직과 협업, 일본 아티스트 윙크(Wink)와 요시미 이와사키(Yoshimi Iwasaki)가 녹음한 곡들을 루퍼스(Rufus)의 바비 왓슨(Bobby Watson)이 프로듀싱했다.
휴스는 이후에도 시먼과의 협업을 계속하며 영화, TV, 앨범을 위한 작곡, 프로듀싱, 녹음 작업에 참여했다. 이들의 곡은 필 콜린스(Phil Collins), 아리프 마딘(Arif Mardin), 마이클 오마티안(Michael Omartian), 조지 듀크(George Duke), 레지 루커스(Reggie Lucas) 등이 프로듀싱했으며, 필립 베일리(Philip Bailey), 잭슨 파이브, 벳 미들러(Bette Midler), 시스터스 오브 머시(The Sisters Of Mercy), 랜디 크로포드(Randy Crawford), 알 재로(Al Jarreau), 멀리사 맨체스터(Melissa Manchester), 그리고 일본 인기 듀오 Wink 등이 녹음했다.
1990년, 휴스는 록샌 시먼, 도미닉 메신저(Dominic Messinger)와 함께 미국 TV 드라마 산타바바라를 위한 사랑 주제곡 “Welcome to the Edge”를 작곡했다. 이 곡은 1991년 1월에 그의 목소리로 방송에 처음 등장했고, 이후 2년 동안 사랑의 삼각관계 주제로 반복적으로 사용되었다. 여성 보컬 버전도 방송되었으며, 이 곡은 일본의 여성 J-pop 듀오 윙크에 의해 일본어로 리메이크되었다. 1991년, “Welcome to the Edge”는 일본 인기 드라마 もう誰も愛さない (I'll Never Love Anyone Anymore)의 주제가로 사용되었고, “とどかぬ想い(Todokanu Omoi)” / One-Sided Love라는 제목으로 포니 캐년 재팬에서 앨범과 함께 싱글로 발매되었다. 이 곡은 일본 빌보드 차트 Top 10에 4개월간 머물렀으며, 싱글은 52만 장, 앨범은 12만 장 이상 판매되었다. 1992년 3월, 휴스는 일본의  NHK 에서 전국 생방송으로 진행된 Japan Grand Prix Awards에서 “Welcome to the Edge”(일본어 제목: “とどかぬ想い”)를 공연했고, “올해의 베스트 인터내셔널 싱글상(#1 International Single of the Year)”을 수상했다. 같은 부문 수상자로는 MC 해머의 “U Can't Touch This”가 있었다. 이 곡은 미국 TV 드라마 Santa Barbara에서의 사용으로 에미 어워즈(Emmy Awards) ‘Best Original Song’ 부문 후보에도 올랐다. 또한, 휴스와 시먼은 미국 드라마 Another World를 위한 사랑 주제 “Dreamlove*도 함께 작곡했고, 이 곡 또한 에미 어워즈 ‘Best Original Song’ 부문 두 번째 후보에 올랐다. 2004년 9월, 중국 베이징 외곽 만리장성 위에서 열린 첫 팝 콘서트 The Great Wall Concert에서, 앨리샤 키스(Alicia Keys)가 헤드라이너로 출연했고, 휴스와 시먼이 작곡하고 필립 베일리가 부른 “Walking on the Chinese Wall”가 피날레 곡으로 사용되었다. 이 곡은 필 콜린스가 프로듀싱했다.

## 영화 사운드트랙

### 마틴 에덴(Martin Eden)
이후 4년 동안, 휴스는 미국, 캐나다, 일본을 투어하며 아티스트로서 공연 활동을 이어갔다. 또한 일본, 캐나다, 이탈리아를 오가며 다양한 프로젝트의 녹음과 프로듀싱 작업에 참여했으며, 그중에는 자신의 히트 싱글 "마틴 에덴"도 포함되어 있다. 이 곡은 CBS TV 영화 주제곡으로, 유럽 전역에서 Top 5 차트에 진입하는 큰 인기를 얻었다. 휴스는 이 곡 "마틴 에덴"을 이탈리아 작곡가 루제로 치니(Ruggero Cini), 다리오 파리나(Dario Farina)와 함께 공동 작곡했다. 이 곡은 잭 런던의 소설 마틴 에덴을 원작으로 한 1979년 TV 미니시리즈 마틴 에덴의 주제 선율을 바탕으로 쓰였으며, 이 드라마는 자코모 바티아토(Giacomo Battiato)가 연출했다. 휴스는 이탈리아 로마에서 "마틴 에덴"의 보컬 녹음을 진행했으며, 이 곡은 유럽에서 싱글로 발매되어 여러 국가의 빌보드 차트 상위권에 올랐다. 특히 스웨덴에서는 2위에 오르는 성과를 거두었다.

### 아웃사이더(The Outsiders)
휴스는 카민 코폴라와 함께 스티비 원더가 작곡한 "Stay Gold"와 카민 코폴라, 이탈리아 페니노, 록샌 시먼이 쓴 "The Outside In"을 영화 아웃사이더 (오리지널 모션 픽쳐 사운드트랙)에서 공연했다.

### 리틀 몬스터(Little Monsters)
휴스는 영화 리틀 몬스터의 몽타주 장면을 위해 그와 시먼이 작곡 및 프로듀싱한 곡 "I Wanna Yell"을 직접 불렀다. 이 곡은 모리스(Maurice, 호위 만델)와 브라이언 스티븐슨(Brian Stevenson, 프레드 새비지)이 장난을 치는 장면에 사용되었다. 그리고 그는 영화 속에서 Mike Piccarillo가 작곡 및 프로듀싱한 곡 "Magic Of The Night"을 선보였다.

## 디스코그래피

### 앨범
- "Dream Master"(1979)
- "Horton, Bates & Best: The Last Catch"(1981)
- "Welcome to the Edge"(1991)

### 싱글 & EP
- "Martin Eden"(1979)
- "Stealin' My Heart Away"(7", Promo)(1979)
- "Martin Eden Original Soundtrack Theme"(7", Promo, S/Edition)(1979)
- "Welcome To The Edge"(CD, Mini, Single)(1991)

## 공연/방송
- The Anne Murray Show[75][76]
- NHK Grand Pix Awards